# 踊るウィーク・エンド
『踊るウィーク・エンド』（おどるウィーク・エンド）は、1964年11月7日から1965年8月28日までTBS系列局で放送されていたTBS製作のバラエティ番組である。福助の一社提供。放送時間は毎週土曜 19:00 - 19:30 （日本標準時）。

## 概要
ダンスに主眼を置いた視聴者参加型番組で、毎回サーフィン・マンボ・ツイストの中からいずれか1つをテーマにして行われていた。番組は、まずテーマになった踊りの基本型をスタジオNo.1ダンサーズが披露してみせた後、公募で招かれた一般参加者が坂本九のリードに合わせて踊りに参加していた。
本番組の構成は、無名時代の大橋巨泉が担当していた。

## 出演者
- 坂本九
- スタジオNo.1ダンサーズ

## スタッフ
- 構成：大橋巨泉
- 振付：浦辺日佐夫